# Schafwäscheberg
Der Schafwäscheberg ist ein 110,5 m ü. NHN hoher Berg in Mecklenburg-Vorpommern im Nordosten des Landkreises Nordwestmecklenburg. 
Die unbewaldete Anhöhe befindet sich im südlichen Gemeindegebiet von Passee etwa 20 Kilometer östlich der Ostseeküste mit der Wismarer Bucht. Er ist Teil eines Endmoränengebietes, das sich von der Ostseeküste bei Kühlungsborn bis in das Gebiet der oberen Warnow erstreckt und mit dem Lünenberg den höchsten Berg im Landkreis stellt. Nordöstlich des Berges befindet sich ein größerer Kiessee. Südlich des Berges verläuft die Landstraße 10. 